# Bucecea
Bucecea è una città della Romania di 5 224 abitanti, ubicata nel distretto di Botoșani nella regione storica della Moldavia.
Fanno parte dell'area amministrativa anche le località di Bohoghina e Călinești.